# Paladilhia hungarica
Paladilhia hungarica је пуж из реда Littorinimorpha и фамилије Moitessieriidae. 

## Угроженост
Ова врста је на нижем степену опасности од изумирања, и сматра се скоро угроженим таксоном.

## Распрострањење
Мађарска је једино познато природно станиште врсте.

## Станиште
Станиште врсте су слатководна подручја.